# Бейтс, Мик
Майкл Бейтс (англ. Michael Bates; 19 сентября 1947, Армторп, Йоркшир и Хамбер — 12 июля 2021, Лидс) — английский футболист, играл на позиции полузащитника.

## Биография

### Игровая карьера
В возрасте 15 лет Бейтс присоединился к клубу «Лидс Юнайтед», подписав с «белыми» контракт. Дебютировал во взрослой команде 22 сентября 1965 года в матче Кубка Футбольной лиги «Хартлпул Юнайтед» – «Лидс» одержал победу со счётом 4:2. Бейтс был стабильным игроком состава, но при этом проигрывал конкуренцию основным полузащитникам Билли Бремнеру и Джонни Джайлзу. В составе «белых» Бейтс выиграл ряд титулов, среди которых два чемпионства в 1969 и 1974 годах, два Кубка ярмарок в 1968 и 1971 годах и Кубок Англии в 1972 году. Всего во всех турнирах сыграл за «Лидс Юнайтед» 191 матч и забил 9 голов.
В июне 1976 года перешёл в «Уолсолл»; сумма трансфера составила 25 000 фунтов стерлингов. В составе «шорников» отыграл два сезона, сыграл 85 матчей и забил 4 гола. В июне 1978 года перешёл в «Брэдфорд Сити», за который отыграл два сезона и сыграл 54 матча, забив 1 гол. Затем он сыграл 4 матча за «Донкастер Роверс» и перешёл в любительский футбол.

### Смерть
Скончался 12 июля 2021 года в возрасте 73 лет.

## Достижения
«Лидс Юнайтед»
- Чемпион Англии (2) : 1968/69, 1973/74
- Победитель Второго дивизиона (1) : 1963/64
- Обладатель Кубка Англии (1) : 1971/72
- Обладатель Кубка Футбольной лиги (1) : 1967/68
- Обладатель Суперкубка Англии (1) : 1969
- Обладатель Кубка ярмарок (2) : 1967/68, 1970/71